# Jomtov Benjaes
 Jomtov Benjaes, auch Yomtov ben Yaéche (* 16. oder 17. Jahrhundert; † 17. Jahrhundert) war ein jüdischer Gelehrter und von 1639 bis 1642 Großrabbiner in Konstantinopel.